# Högsjökummel
Högsjökummel (Merluccius albidus), en havslevande rovfisk av familjen kummelfiskar.

## Utseende
En avlång, slank fisk med två ryggfenor, där den främsta är kort med en taggstråle och 10 till 12 mjukstrålar, medan den bakre är lång med 35 till 39 mjukstrålar. Analfenan har samma utseende som den bakre ryggfenan, med 35 till 41 mjukstrålar. Stjärtfenans bakkant är tvärskuren hos ungfiskar, men blir lätt urgröpt hos äldre individer. Kroppsfärgen är silvervit. Hanarna kan bli drygt 40 cm långa och honorna 70 cm. Max vikt är 4,1 kg.

## Vanor
Högsjökummeln lever på kontinentalsockelns sluttningar på mjuka bottnar mellan 90 och 1 170 m, vanligast mellan 160 och 640 m. Hanen blir sällan äldre än 3 år, medan honan kan bli åtminstone 5 år gammal.

### Fortplantning
Lektiden inträffar mellan april och juli i norra delen av utbredningsområdet, från senvår till tidig höst längre söderut. Arten leker nära bottnen på djup mellan 330 och 550 m, då honan kan lägga upp till 340 000 ägg. Äggen kläcks efter omkring en vecka.

### Föda
Ungfiskarna lever på småfisk och kräftdjur som räkor, medan de vuxna fiskarna främst fångar andra fiskar som ansjovisfiskar, sillfiskar, prickfiskar, snäppål och olika fiskyngel samt i mindre utsträckning bläckfisk samt kräftdjur som räkor och lysräkor.

## Utbredning
Högsjökummeln finns i västra Atlanten från New England till Surinam och Franska Guyana.

## Kommersiell användning
Ett visst fiske bedrivs av fartyg från USA och Kuba. Fångsten saluförs färsk, rökt och frusen.